# Queen of All Ears
Queen of All Ears je čtvrté a poslední studiové album americké jazzové skupiny The Lounge Lizards, vydané v roce 1998. Autorem skladeb je lídr kapely John Lurie, spoluautorem dvou z nich je baskytarista Erik Sanko. Lurie byl rovněž spolu s Patem Dillettem producentem alba.
Vydání alba provázely problémy, původně jej měla vydat společnost Luaka Bop, vlastněná hudebníkem Davidem Byrnem, která však od projektu odstoupila. Nahrávání alba si z naprosté většiny financoval sám John Lurie, vydavatelství Luaka Bop přispělo minimem. Kvůli právním sporům bylo vydání alba na dlouho odloženo.
Na albu měla vyjít také píseň „Happy Old Joy“, v níž měl značný prostor kytarista David Tronzo. Nahrávka se kapele nepodařila a píseň na desce nevyšla. Lurie se později ve svých memoárech Tronzovi omluvil, že mu nedal příležitost na albu sólovat.

## Seznam skladeb
| Pořadí         | Název                     | Autor                  | Délka |
| -------------- | ------------------------- | ---------------------- | ----- |
| 1.             | The First and Royal Queen | John Lurie             | 3:59  |
| 2.             | The Birds Near Her House  | John Lurie, Erik Sanko | 11:40 |
| 3.             | Scary Children            | John Lurie             | 4:07  |
| 4.             | She Drove Me Mad          | John Lurie             | 4:21  |
| 5.             | Queen of All Ears         | John Lurie             | 5:25  |
| 6.             | Monsters Over Bangkok     | John Lurie             | 10:13 |
| 7.             | Three Crowns of Wood      | John Lurie, Erik Sanko | 4:01  |
| 8.             | John Zorn's S&M Circus    | John Lurie             | 6:13  |
| 9.             | Yak                       | John Lurie             | 5:41  |
| 10.            | Queen Reprise             | John Lurie             | 3:46  |
| Celková délka: | Celková délka:            | Celková délka:         | 59:26 |

## Obsazení
- John Lurie – altsaxofon, tenorsaxofon
- Michael Blake – tenorsaxofon, basklarinet
- Steven Bernstein – trubka
- David Tronzo – kytara
- Erik Sanko – baskytara
- Evan Lurie – klavír, varhany
- Calvin Weston – bicí
- Ben Perowsky – perkuse
- Jane Scarpantoni – violoncello